# Samoer
De Samoer (Russisch: Самур, Azerbeidzjaans: Samurçay) is een rivier in Rusland en Azerbeidzjan met een lengte van 213 km.
De Samoer ontspringt in de Grote Kaukasus op een hoogte van 3.648 m in het district Roetoelski, deel van de autonome republiek Dagestan. De Samoer mondt uit in de Kaspische Zee. Het gemiddeld debiet bij de monding bedraagt 72,4 m³/s. Het stroomgebied heeft een oppervlakte van 7.330 km².
- Gemeinsame Normdatei: 4238715-2